# Dose (Friedeburg)
Dose is een plaats in de Duitse gemeente Friedeburg, deelstaat Nedersaksen, en telde in het jaar 2010 ongeveer 300 inwoners.
Het weinig belangrijke boerendorpje ligt enige kilometers ten noordoosten van Reepsholt. In de zomer van 1972 werd het plaatsje eerst onderdeel van de gemeente Reepsholt, en vervolgens samen met deze ingelijfd bij Friedeburg.
De plaatsnaam Dose gaat wellicht terug op in deze streken met Dose aangeduid vochtig veenland. In het begin van de 15e eeuw heeft een Friese hoofdeling, Hilmer up der Dose, er een stins bezeten. Hiervan is niets bewaard gebleven.